# یواس‌اس اسمارت (دی‌ئی-۲۵۷)
یواس‌اس اسمارت (دی‌ئی-۲۵۷) (به انگلیسی: USS Smartt (DE-257)) یک کشتی بود که طول آن ۲۸۹ فوت ۵ اینچ (۸۸٫۲۱ متر) بود. این کشتی در سال ۱۹۴۳ ساخته شد.